# Pnikut (gmina)
Pnikut – dawna gmina wiejska w powiecie mościskim województwa lwowskiego II Rzeczypospolitej. Siedzibą gminy był Pnikut.
Gminę utworzono 1 sierpnia 1934 r. w ramach reformy na podstawie ustawy scaleniowej z dotychczasowych gmin wiejskich: Buchowice, Chliple, Czyżowice, Hańkowice, Jatwięgi, Krukienice, Ostrożec, Pnikut, Podliski, Radenice, Sudkowice i Wiszenka.
W 1928 roku kierownik tymczasowego zarządu gminnego, Ludwik Czopp został odznaczony Brązowym Krzyżem Zasługi za „zasługi na polu samorządowym”.
Pod okupacją niemiecką w Polsce (GG) gminę zniesiono, włączając ją do nowo utworzonej gminy Krukienice oraz częściowo do nowej gminy Myślatycze (Hańkowice).
Po II wojnie światowej obszar gminy znalazł się w ZSRR.